# جينا إليس
جينا إليس (من مواليد 1 نوفمبر 1984) هي محامية أمريكية محافظة كانت عضوًا في الفريق القانوني لحملة إعادة انتخاب دونالد ترامب عام 2020. هي نائبة المدعي العام السابقة في مقاطعة ويلد، كولورادو. خلال رئاسة ترامب، قدمت نفسها على أنها "محامية للقانون الدستوري " خلال ظهورها في قنوات الأخبار، على الرغم من أن صحيفة نيويورك تايمز ذكرت أن خلفيتها لا تعكس مثل هذه الخبرة وذكرت صحيفة وول ستريت جورنال أنها ليس لها تاريخ في أي قضايا فيدرالية.
كانت إليس ناقدة لدونالد ترامب وأنصاره في عام 2015 وأوائل عام 2016 حتى أصبح مرشح الحزب الجمهوري للرئاسة عام 2016، وفي هذه المرحلة بدأت في التعبير عن دعمها، بما في ذلك في الظهور الإعلامي. تم تعيينها من قبل ترامب في نوفمبر 2019 كمستشارة قانونية أولى. من نوفمبر 2020 إلى يناير 2021، كانت عضوًا فيما وصفته بـ "فريق قوة الضربة النخبة" الذي بذل جهودًا لقلب فوز جو بايدن في الانتخابات الرئاسية الأمريكية لعام 2020. ادعت أن ترامب هو الفائز الفعلي في الانتخابات وصاغت مذكرتين تؤكدان أن نائب الرئيس مايك بنس يمكنه تغيير النتائج.
في مارس 2023، تعرضت إليس لانتقادات علنية من قبل كبير قضاة التأديب في المحكمة العليا في كولورادو بسبب تقديمها 10 تصريحات خاطئة علنية، اعترفت بها، حول الانتخابات الرئاسية لعام 2020، بما في ذلك الادعاءات بأن ترامب فاز في الانتخابات وأن الانتخابات سُرقت منه.
في أغسطس 2023، وجهت هيئة محلفين كبرى في مقاطعة فولتون إليها وإلى 18 شخصًا آخرين اتهامات في قضية ابتزاز الانتخابات في جورجيا بتهمة المشاركة في مشروع إجرامي لتعزيز جهود ترامب لقلب نتائج الانتخابات الرئاسية.
في أكتوبر 2023، أقرت إليس بالذنب في تهمة جنائية واحدة تتعلق بالمساعدة والتحريض على تقديم بيانات كاذبة كتابيًا. في أبريل 2024، وجهت هيئة محلفين كبرى في ولاية أريزونا اتهامات إلى إليس بالمشاركة في محاولات لقلب نتائج الانتخابات الرئاسية لعام 2020 في الولاية.
في 28 مايو 2024، تم تعليق ترخيص مزاولة المحاماة في ولاية كولورادو لمدة ثلاث سنوات. في أغسطس 2024، وافقت إليس على التعاون مع المدعين العامين في قضية الناخبين في ولاية أريزونا في صفقة تسمح لها بتجنب عقوبة السجن المحتملة.

## حياتها العلمية
تلقت إليس تعليمها في المنزل على يد والديها. تضمن تعليمها التركيز القوي على التربية المدنية. عملت هي وأحد أشقائها في حملة انتخابية لمجلس الشيوخ الأمريكي أثناء الدراسة الثانوية. كما تدربت لدى نائب حاكم ولاية كولورادو في سن الرابعة عشرة ومكتب المدعي العام لمقاطعة بولدر بعد بضع سنوات.
في عام 2003، التحقت إليس بجامعة سيدارفيل. أثناء وجودها هناك، حصلت على "مكافأة مالية كبيرة" من قضية مدنية تتعلق بكونها ضحية لجريمة عنيفة عندما كانت في السادسة عشرة من عمرها. استخدمت الأموال لإنشاء منحة دراسية لصالح طلاب سيدارفيل المستقبليين. "أردت أن يكون للمال معنى أكبر"، قالت إليس. "كان إنشاء صندوق المنح الدراسية وسيلة بالنسبة لي للاستجابة لهذه الدعوة لخدمة الآخرين، وفي النهاية، تعزيز إنجيل المسيح من خلال خدمات الآخرين." تُمنح جائزة جينا لين إليس كل عام لطالب في السنة الثالثة أو الرابعة بمعدل تراكمي لا يقل عن 3.3 ويرغب في متابعة مهنة في القانون، مع التركيز على الملاحقة الجنائية والدفاع عن الضحايا. في عام 2004، انتقلت إليس إلى جامعة ولاية كولورادو لدراسة الصحافة. في عام 2011، حصلت على درجة الدكتوراه في القانون من كلية الحقوق بجامعة ريتشموند.

## حياتها المهنية
عام 2012، كانت إليس نائب المدعي العام في مقاطعة ويلد، كولورادو. بصفتها مدعية عامة، عملت على قضايا مخالفات المرور وغيرها من الجرائم البسيطة، بما في ذلك الاعتداء والسرقة، في محاكم الولاية. تم فصل إليس من منصب نائب المدعي العام بعد ستة أشهر، وعزت ذلك إلى إصرارها على عدم مقاضاة قضية اعتقدت أنها غير أخلاقية. ردًا على سؤال من صحيفة وول ستريت جورنال ، رفض مكتب المدعي العام لمقاطعة ويلد التعليق على الأمر. نشرت صحيفة كولورادو صن سجلات حكومية في ديسمبر 2020 تشير إلى أن إليس تم فصلها بسبب "أخطاء"، بما في ذلك الفشل في "الالتزام" بقانون حقوق الضحايا في كولورادو. بما أن الأخطاء كانت تُعزى إلى "نقص في تعليمها وخبرتها"، فقد احتفظت إليس بمزايا البطالة. جاء في التقرير: "إن عدد الحالات التي ارتكبت فيها (إيليس) فعلًا فظيعًا لا يمكن إصلاحه لم يكن كبيرًا مقارنة بالعدد الإجمالي للحالات التي عالجتها... هناك حقائق غير كافية تثبت أن (إيليس) لم تقم بواجباتها بأفضل ما في وسعها". وردت حملة ترامب لعام 2020 على صحيفة كولورادو صن نيابة عن إليس، قائلة إن هذا "غير حقيقي".

## عملها الخاص
بعد مغادرة مكتب المدعي العام، ذهبت إليس إلى ممارسة العمل الخاص في شركات المحاماة الموجودة في شمال كولورادو. دافعت عن العملاء في محاكم الدولة في المسائل المتعلقة بالاعتداء، والعنف المنزلي، والدعارة، والسرقة. وفقًا لإيليس، فقد عملت أيضًا في قضايا تتعلق بالهجرة والإيجار. أظهرت السجلات أن إليس شاركت في ما يقرب من 30 قضية أمام محكمة الولاية والتي بدأت منذ عام 2012 أو 2016، بما في ذلك قضية واحدة أمام محكمة الاستئناف بالولاية؛ وقد وصف محامٍ آخر من كولورادو أجرى معه وول ستريت جورنال مقابلة بأنه "سجل ضئيل". لم تشارك إليس في قضايا قانون الانتخابات أو أي قضايا فيدرالية قبل ديسمبر 2020.
في عام 2013، عملت إليس لدى شركة أي إي ديسكفري في دعوى قضائية تتعلق بنزاع عقدي. هي شركة تساعد وزارة الخارجية الأمريكية في مسائل الاكتشاف القانوني . ادعت إليس لاحقًا أنها كانت "محامية لوزارة الخارجية الأمريكية"، ولم تكن موظفة لدى وزارة الخارجية. في عام 2015، أصبحت إليس عضوًا منتسبًا في هيئة التدريس بجامعة كولورادو كريستيان ، ثم أستاذًا مساعدًا للدراسات القانونية، حتى رحيلها في عام 2018. قامت إليس بتدريس العلوم السياسية والقانون للطلاب الجامعيين.
في عام 2017، أصبحت إليس كاتبة في صحيفة واشنطن إكزامينر ، حيث ادعت زوراً أنها كانت تتمتع بتاريخ من العمل كـ "أستاذة للقانون الدستوري". لا توجد كلية للقانون في جامعة كولورادو المسيحية.  نشرت إليس كتابًا بعنوان "الأساس القانوني للدستور الأخلاقي: دليل للمسيحيين لفهم الأزمة الدستورية في أمريكا" في عام 2015. لقد زعمت أن دستور الولايات المتحدة يجب أن يتم تفسيره وفقًا للكتاب المقدس فقط. كانت وجهة نظرها بشأن قيام المحكمة العليا للولايات المتحدة بتقنين زواج المثليين، في قضية أوبيرجيفيل ضد هودجز، هي أن ذلك من شأنه أن يؤدي إلى قبول تعدد الزوجات والاعتداء الجنسي على الأطفال . في عام 2016، وصفت إليس المثليين جنسياً بأنهم "خطاة" وأن "سلوكهم حقير ومشين". ووصف روبرت كوشران الابن، الخبير في القانون المسيحي، آراء إليس بأنها "أبعد إلى اليمين" من آراء معظم علماء القانون المسيحيين المحافظين .

## انتقادات لترامب
بين أواخر عام 2015 وأوائل عام 2016، كانت إليس ناقدة لجهود دونالد ترامب ليصبح المرشح الرئاسي للحزب الجمهوري . في فبراير 2016، قالت أن ترامب ليس مسيحيًا حقيقيًا لأنه لم يطلب المغفرة أو التوبة. انتقدت هجمات ترامب على وسائل الإعلام ورغبته في تشديد قوانين التشهير، وعندما شاركت مقالاً في صحيفة واشنطن بوست اتهمته بالسعي إلى تدمير الديمقراطية الأمريكية، ادعت أن ترامب غير قادر على التعامل مع الانتقادات وأن هذا يجعله "خطرًا بشكل جنوني على القيمة الأمريكية الأساسية لحرية التعبير". في مقابلة إذاعية لاحقة، قالت إن آراء ترامب بشأن قوانين التشهير تشكل "أحد أعظم التهديدات لحريتنا" واقترحت أن ينشئ الحزب الجمهوري مؤتمرًا وسيطًا لمنعه من أن يصبح المرشح الرئاسي للحزب.
انتقدت إليس حجج أنصار ترامب لدعمه (واصفًا حججهم بأنها "غير منطقية بشكل سخيف، وغير متسقة، وغبية بشكل صارخ") وأنهم لا يهتمون "بالحقائق أو المنطق" ولا "يبحثون عن الحقيقة"، قبل أن يواصل وصفهم بشكل غير مباشر بـ " النرجسيين ". عند مشاركة ميم حول كيف أن أنصار هيلاري كلينتون لا يهتمون بأنها "غير أخلاقية، فاسدة، كاذبة، مجرمة"، ذكرت إليس أن هذا ينطبق أيضًا على العلاقة بين ترامب وأنصاره وأن نفس المنطق ينطبق.

## انضمامها لفريق ترامب
بعد أن أصبح ترامب مرشح الحزب الجمهوري للرئاسة، تخلت إليس عن معارضتها السابقة له وأعربت لاحقًا عن دعمها له في الانتخابات الرئاسية لعام 2016. عندما تم مواجهتها في نوفمبر 2020 بمعارضتها السابقة لترامب وتغيير رأيها اللاحق، ذكرت إليس، التي كانت مستشارة قانونية كبيرة لمحاولات ترامب الطعن في نتيجة الانتخابات الرئاسية لعام 2020 ، أن انتقاداتها السابقة لترامب لم تكن سراً، وأن تصريحاتها السابقة أظهرت أنها فكرت بنفسها، وأنها كانت صريحة بشأن آرائها وما إذا كانت قد تغيرت أم لا بمرور الوقت. زعمت بعد ذلك أنها كانت "مخطئة تمامًا بشأن ترامب في ذلك الوقت"، وهو الأمر الذي "كانت سعيدة بمعرفته"، بسبب عدم معرفتها به شخصيًا في ذلك الوقت، وأنها غيرت رأيها فيه "بناءً على الحقائق والمعرفة الشخصية". كما قالت إليس إنها ترى الآن أن ترامب "مسيحي مخلص، وأفضل رئيس في التاريخ الحديث"، وأنه "حافظ على وعوده للشعب الأمريكي"، ووصفت نفسها بأنها "فخورة بالوقوف معه ومع أهدافه لمستقبل الولايات المتحدة وجميع مواطنيها". 
بحلول أواخر عام 2018، كانت إليس تدافع عن ترامب في ظهوراتها الإخبارية على القنوات الفضائية، بالإضافة إلى ادعاء التحيز في مكتب التحقيقات الفيدرالي، حيث قدمت نفسها على أنها "محامية للقانون الدستوري". بحلول عام 2019، كانت إليس قد ظهرت في كثير من الأحيان كضيف على قناة فوكس نيوز.
في عام 2020، أصبحت إليس المستشار الخاص لجمعية توماس مور، وهي مجموعة محافظة رفعت دعاوى قضائية تتعلق بالانتخابات لعام 2020 عبر منظمة مشروع أميستاد. أشار مشروع أميستاد إلى إليس باعتبارها أحد أعضاء "مجلس القيادة والاستشاري" الخاص بهم. وقالت إليس وجمعية توماس مور إن إليس لا يعمل لصالح أميستاد. وذكرت إليس أيضًا أن أميستاد استشهدت بها كعضو مجلس إدارة دون موافقتها.

## مستشار قانوني لترامب
في نوفمبر 2019، تم تعيين إليس كمستشار قانوني أول لترامب وحملته لإعادة انتخابه عام 2020. ذكرت وكالة أكسيوس أن ترامب ناقش إمكانية تأثره بظهور إليس في وسائل الإعلام. دفعت حملة ترامب إلى إليس 3900 دولار في ديسمبر 2019، ثم دفعت لها ما يقرب من 140 ألف دولار في أكتوبر 2020 مقابل رسوم الاستشارات القانونية. تم دفع مبلغ 30 ألف دولار إلى إليس في نوفمبر 2020 من قبل الحملة.
قد سرد تقرير لصحيفة واشنطن بوست الأحداث التالية: بعد أن توقعت جميع المؤسسات الإخبارية الكبرى فوز خصم ترامب الديمقراطي جو بايدن في السابع من نوفمبر، كان مستشارو ترامب وموظفو حملته متشائمين بشأن فرص ترامب في الفوز. قد شعر المحامون الرئيسيون لترامب بالإحباط بشكل خاص بسبب هزيمة حلفاء ترامب في 13 نوفمبر/تشرين الثاني في محكمة الاستئناف الأمريكية للدائرة الثالثة، التي قررت أن المدعين ليس لديهم الحق في رفع دعوى بموجب بند الناخبين في الدستور في قضية بنسلفانيا. كانت إليس والمحامي الشخصي لترامب رودي جولياني أكثر تفاؤلاً بشأن آفاقه. وصف تقرير صحيفة واشنطن بوست إليس بأنها "المحمي" من قبل جولياني.

## تحدي ترامب الانتخابي
في 14 نوفمبر، أعلن ترامب عن تشكيل فريق قانوني للطعن في شرعية نتائج الانتخابات الرئاسية لعام 2020 لحملته، وعين إليس كعضو في الفريق، إلى جانب جوزيف ديجينوفا، وفيكتوريا تونسينج، وسيدني باول، وزعيم الفريق جولياني. وفقًا لصحيفة واشنطن بوست، بعد إعلان ترامب، قامت إليس وجيولياني بشكل خاص بـ"الاستيلاء العدائي" على حملة ترامب من مستشاري ترامب الآخرين وموظفي الحملة، مما أدى إلى حصول إليس وجيولياني وباول على الأدوار العامة الرئيسية فيما يتعلق بجهود ترامب بعد الانتخابات. في 19 نوفمبر، تحدثت إليس في مؤتمر صحفي إلى جانب باول وجيولياني، حيث صرح جولياني أن الثلاثة يمثلون ترامب وحملته، وأعلن إليس أنهم "فريق قوة ضاربة من النخبة" يساعد ترامب. ومع ذلك، سرعان ما غادرت باول الفريق؛ حيث صرحت إليس وجيولياني في 22 نوفمبر/تشرين الثاني أن باول "ليست عضوًا في الفريق القانوني لترامب"، كما أنها ليست محامية شخصية لترامب.
خلال المؤتمر الصحفي الذي عقد في 19 نوفمبر/تشرين الثاني، رفضت إليس تقديم أدلة على الاحتيال عندما طلب منها ذلك. بدلاً من ذلك، ردت بأن طلب الأدلة في المؤتمر الصحفي كان "معيبًا بشكل أساسي". وقالت إن حملة ترامب لن تقدم سوى "معاينة لما اكتشفناه" في المؤتمر الصحفي، في حين سيتم تقديم الأدلة الفعلية إلى المحكمة.

### ميشيغان
في خضم قضية تتعلق بولاية ميشيغان، طلبت حملة ترامب الإذن بتعديل شكواها لكنها وقعت بشكل خاطئ باسم القاضي كما لو أنه سمح لها بذلك بالفعل. وزعمت إليس أن هذا لم يكن خطأ، بل كان في الواقع "مجاملة" للقاضي حتى أنه لن يحتاج إلا إلى الموافقة على التعديل بخاتم القاضي. مع ذلك، عندما أعادت حملة ترامب تقديم الطلب، قامت بإزالة اسم القاضي، مما يشير إلى أن توقيعها السابق كان خطأً بالفعل.
في الثاني من ديسمبر/كانون الأول، التقى إليس وجيولياني مع لجنة الرقابة بمجلس النواب في ميشيغان، حيث حثا المشرعين على تجاهل النتائج المعتمدة لفوز بايدن. حثت إليس المشرعين شخصيا على التدخل في الانتخابات، لكن قانون ميشيغان ينص على أن الأصوات الانتخابية للولاية يجب أن تذهب إلى الفائز في التصويت الشعبي في الولاية. كان قد تم اختيار الناخبين الرئاسيين المحتملين في ميشيغان في وقت سابق من ذلك العام، ولم يكن بمقدور المشرعين في ميشيغان فعل أي شيء في تلك المرحلة لتعيين ناخبين رئاسيين آخرين.

### بنسلفانيا
تم رفض الدعوى الفيدرالية التي رفعتها حملة ترامب بشأن ولاية بنسلفانيا مع التحيز، حيث استشهد القاضي "بحجج قانونية متوترة دون أساس واتهامات تخيلية" والتي "لا تدعمها أدلة". ردت إليس وجيولياني بالقول إن الحكم "يساعد" حملة ترامب "على الوصول بشكل سريع إلى المحكمة العليا الأمريكية". أشاروا أيضًا إلى أن القاضي ماثيو دبليو بران "تم تعيينه من قبل أوباما"، على الرغم من أن بران جمهوري أيضًا وعضو سابق في الجمعية الفيدرالية ذات الميول اليمينية.
استأنفت حملة ترامب الدعوى القضائية المرفوعة في ولاية بنسلفانيا أمام محكمة الاستئناف بالدائرة الثالثة، حيث قضت لجنة مكونة من ثلاثة قضاة بأن حملة ترامب "لا تستطيع الفوز بهذه الدعوى القضائية"؛ حيث لم تقدم "ادعاءات محددة" ولا "دليلاً"، وبالتالي فإن "ادعاءاتهم لا أساس لها من الصحة". ورد جولياني وإيليس بإدانة "الآلية القضائية النشطة في بنسلفانيا". من بين قضاة محكمة الاستئناف الثلاثة، تم تعيين ستيفانوس بيباس (الذي كتب رأي اللجنة) من قبل ترامب نفسه، في حين تم تعيين د. بروكس سميث ومايكل شاجاريس من قبل الرئيس الجمهوري جورج دبليو بوش.
في 23 نوفمبر/تشرين الثاني، حتى بعد أن اعترفت إدارة الخدمات العامة بجو بايدن باعتباره الفائز الواضح في انتخابات عام 2020، ادعت إليس دون أساس أن "الانتخابات سُرقت وفاز الرئيس ترامب بأغلبية ساحقة".
في 25 نوفمبر/تشرين الثاني أيضًا، ظهرت إليس وجيولياني أمام لجنة سياسة الأغلبية في مجلس الشيوخ بولاية بنسلفانيا. هناك، حثت إليس المشرعين في ولاية بنسلفانيا على إصلاح "انتخابات فاسدة ومتضررة بشكل لا يمكن إصلاحه" إما من خلال الترتيب لانتخابات "خاصة" جديدة، أو "توجيه سلوك ناخبيك"، مشيرةً إلى أن المشرعين لا ينبغي لهم اختيار الناخبين الرئاسيين الذين سيدعمون الفائز بالتصويت الشعبي في بنسلفانيا (جو بايدن).

### أريزونا
في 30 نوفمبر، التقت إليس وجيولياني مع المشرعين في ولاية أريزونا، حيث حثوا مرة أخرى على تجاهل نتيجة التصويت الشعبي (فوز جو بايدن) في الولاية، واقترحوا أن المشرعين لا ينبغي لهم تعيين ناخبين رئاسيين مؤيدين لبايدن. رفض رئيس مجلس النواب في ولاية أريزونا طلب إليس وجيولياني.
في الأول من ديسمبر/كانون الأول 2020، صرح المدعي العام لإدارة ترامب، ويليام بار، أن وزارتي العدل والأمن الداخلي حققتا في "الاحتيال المنهجي"، وما إذا كانت "الآلات مبرمجة بشكل أساسي لتزييف نتائج الانتخابات"، وأن "حتى الآن، لم نر أي شيء يثبت ذلك". حول ما إذا كان التزوير قد كلف ترامب الانتخابات، قال بار إنه لم ير أدلة على ذلك حتى الآن. وردت إليس وجيولياني باتهام وزارة العدل بالفشل في التحقيق في الاحتيال.

### جورجيا
في الرابع من ديسمبر، التقت إليس وجيولياني مع المشرعين في جورجيا، وبذلوا جهودًا لإلغاء نتيجة انتخابات عام 2020. في 8 ديسمبر 2020، أفاد موقع أكسيوس أن إليس أخبرت زملاءها أنها أثبتت إصابتها بفيروس كوفيد-19. وقد أكدت شبكتا ABC News وCNN هذه القصة. ومع ذلك، رفضت إليس تأكيد القصة لموقع أكسيوس . أكد جولياني تشخيص حالة إليس في وقت لاحق من ذلك اليوم. لم ترتد إليس قناعًا في اجتماع عقد في الثاني من ديسمبر مع مشرعي ميشيغان وفي حفل أقيم في البيت الأبيض في الرابع من ديسمبر، بينما ورد في السادس من ديسمبر أن جولياني نفسه أثبتت إصابته بفيروس كوفيد-19. في الوقت نفسه، في أواخر نوفمبر/تشرين الثاني، تجاهلت إليس وجيولياني إرشادات مراكز السيطرة على الأمراض والوقاية منها بحجر نفسيهما على الرغم من اتصالهما الوثيق بحالة إصابة معروفة بمرض كوفيد-19 بوريس إبشتاين ، مستشار حملة ترامب.

## محاولة الانقلاب
في ليلة رأس السنة الجديدة 2020، أرسل كبير موظفي البيت الأبيض مارك ميدوز مذكرة صاغها إليس إلى أحد كبار مساعدي بنس، تحتوي على خطة مفصلة لإلغاء نتائج الانتخابات. تضمنت الخطة قيام بنس بإعادة نتائج الانتخابات إلى ست ولايات متأرجحة في السادس من يناير/كانون الثاني، مع تحديد موعد نهائي في 15 يناير/كانون الثاني للولايات لإعادة النتائج. إذا لم تعد أي ولاية قائمتها الانتخابية بحلول ذلك التاريخ، فلن يحصل ترامب ولا بايدن على الأغلبية، وبالتالي سيتم إحالة الانتخابات إلى مجلس النواب للتصويت لتحديد الفائز. بموجب الدستور، في مثل هذا السيناريو، سيتم إجراء التصويت على أساس وفود الولايات المكونة من أعضاء مجلس النواب المعنيين، حيث يكون لكل ولاية صوت واحد. مع حصول الجمهوريين على 26 من أصل 50 مقعدًا، فمن المفترض أن يمنح ذلك ترامب النصر.
أعدت إليس مذكرة ثانية بتاريخ 5 يناير/كانون الثاني، وأرسلتها إلى المحامي الشخصي لترامب، جاي سيكولو. جاء في المذكرة أن بعض أحكام قانون إحصاء الأصوات الانتخابية التي تقيد سلطة بنس في قبول أو رفض الناخبين المختارين كانت غير دستورية. واقترحت أنه عندما يصل بنس إلى أريزونا حسب الترتيب الأبجدي أثناء التصديق، يمكنه أن يعلن أن نتائج الولاية متنازع عليها وإرسال جميع القوائم الانتخابية إلى الولايات "لاستكمال التأكد النهائي من الناخبين قبل الاستمرار". لم يوافق سيكولوف على أن بنس يتمتع بمثل هذه السلطة.

## استدعائها
تم استدعاء إليس في يناير 2022 للإدلاء بشهادته أمام لجنة مجلس النواب المختارة بشأن هجوم 6 يناير. عندما تم استدعاؤها أمام اللجنة، استندت إلى امتياز التعديل الخامس ضد تجريم الذات. مع ذلك، تم تقديم تسجيلات إليس حيث قدمت بعض التفاصيل للجنة خلال جلسة الاستماع العامة الرابعة للجنة في 21 يونيو 2024. 

## بعد حملة ترامب
في أبريل 2022، انتقدت إليس الجهود المبذولة لإلغاء قانون تحسين ريدي كريك ، ووصفته بأنه "مضلل" وجادل بأن ديزني لديها " الحق في التحدث " واتخاذ موقف بشأن ما إذا كانت ستدعم أو تعارض التشريع "دون عواقب حكومية". في يونيو 2022، عيّن دوج ماستريانو إليس مستشارًا قانونيًا أول له في حملته الانتخابية لمنصب حاكم ولاية بنسلفانيا. في إحدى فعاليات حملة ماستريانو في إيري ، أطلقت إليس على ماستريانو لقب "دونالد ترامب بنسلفانيا". في أكتوبر 2022، نشرت إليس على تويتر أن خصم ماستريانو " جوش شابيرو هو في أفضل الأحوال يهودي علماني بنفس الطريقة التي يكون بها جو بايدن كاثوليكيًا علمانيًا - كلاهما متطرفان في جراحات التحول الجنسي للقصر وعدم فرض قيود على الإجهاض. دوج ماستريانو من أنصار القيم الأسرية السليمة والحرية".
في أعقاب إطلاق النار في نادي Q في نوفمبر 2022، زعمت إليس أن إطلاق النار كان يُستغل لتقديم رواية مفادها أن "المسيحيين يكرهون الأفراد المثليين والمتحولين جنسياً وأن هذه "الكراهية" أدت بطريقة ما إلى إطلاق النار"، قبل أن تستمر في اقتراح أنه "لا يوجد دليل على الإطلاق" على أن الأشخاص الخمسة الذين قُتلوا في نادي Q كانوا مسيحيين وبالتالي، "بافتراض أنهم لم يقبلوا حقيقة إنجيل المسيح وأكدوا أن يسوع المسيح هو رب حياتهم، فإنهم الآن يحصدون عواقب اللعنة الأبدية بدلاً من مجرد مأساة ما حدث للجسد، نحتاج إلى التحدث عما حدث للروح وحقيقة أنهم الآن في انفصال أبدي عن ربنا ومخلصنا يسوع المسيح". رفضت لاحقًا أي ادعاءات بالكراهية أو الحكم على الضحايا، لكنها استمرت في الإصرار على افتراضها أنهم ليسوا مسيحيين وبالتالي "انفصلوا إلى الأبد عن المسيح" نتيجة لذلك. 
في سبتمبر 2023، قالت إليس في برنامجها الإذاعي على منظمة راديو الأسرة الأمريكية اليمينية إنها لا تستطيع دعم دونالد ترامب "لمنصب منتخب مرة أخرى" بسبب "ميله النرجسي الخبيث إلى القول ببساطة إنه لم يرتكب أي خطأ أبدًا، والعبادة الكاملة التي أراها من بعض المؤيدين الذين لا يرغبون في وضع الدستور والبلاد والمبادئ المحافظة فوق حبهم لنجم أمر مزعج حقًا".
في ديسمبر/كانون الأول، علقت إليس في جدال عبر الإنترنت، منتقدًة بيرة ألترا رايت، وهي علامة تجارية للبيرة ذات طابع محافظ تأسست في أعقاب مقاطعة Bud Light عام 2023 ، لظهور شخصيات محافظة من الإناث مثل رايلي جينز و Dana Loesch و Kim Klacik في أوضاع مثيرة في تقويم ترويجي. "هذه هي مشكلة المحافظين الذين يعتقدون أنهم قادرون على التصرف تماما مثل العالم العلماني"، كما كتبت. "إذا لم يكن المحافظون مسيحيين ملتزمين بالأخلاق، فما الذي نحافظ عليه؟"

## اللوم العلني
في 8 مارس 2023، وجه بريون إم. لارج، القاضي التأديبي الرئيسي في المحكمة العليا في كولورادو، إلى إليس توبيخًا علنيًا بسبب "إدلاءها بتصريحات كاذبة بشكل متكرر على التلفزيون الوطني وعلى تويتر، مما أدى إلى تقويض ثقة الجمهور الأمريكي في الانتخابات الرئاسية لعام 2020، وانتهاك واجبها في الصراحة أمام الجمهور. ذكر حكم المحكمة أيضًا أن إليس والجهات التنظيمية اتفقوا على أن إليس "كانت لديها دافع أناني" و"انخرطت في نمط من سوء السلوك"، وأن إليس اعترفت بتقديم 10 تصريحات كاذبة علنية في نوفمبر 2020 وديسمبر 2020، بما في ذلك ادعاءات بأن "الرئيس ترامب فاز بأغلبية ساحقة"، وأن "الانتخابات سُرقت من الرئيس ترامب" في ولايات نيفادا وميشيغان وبنسلفانيا وويسكونسن وجورجيا؛ وأن هناك أكثر من 500000 صوت غير قانوني في ولاية أريزونا. دفعت إليس غرامة قدرها 224 دولارًا كجزء من اللوم.
وفقًا لمكتب تنظيم المحامين في كولورادو، اعترفت إليس بأنها انتهكت القاعدة التي تحظر "التصريحات الكاذبة المتهورة أو المتعمدة أو المتعمدة من قبل المحامين".  ذكرت صحيفة نيويورك تايمز أن إليس اعترفت بأنها قدمت حقائق غير صحيحة عن عمد، في حين ذكرت Law360 أنها اعترفت بالكذب، لكن وسائل إعلام أخرى ( فوربس ، وول ستريت جورنال ، وواشنطن بوست ) قدمت رواية مختلفة، حيث أفادت أن إليس اعترفت بأنها تصرفت "بحالة ذهنية متهورة على الأقل". في اليوم التالي لتوبيخها، قالت إليس إنها لم تكذب ولم تعترف بالكذب، نافية أنها أدلت "عمدًا" بتصريحات كاذبة.  

## لائحة اتهام جورجيا 2023
في 14 أغسطس 2023، وجهت هيئة محلفين كبرى في مقاطعة فولتون بولاية جورجيا اتهامات إلى إليس و18 شخصًا آخر في قضية تتعلق بالانتخابات الرئاسية الأمريكية لعام 2020 في جورجيا، بتهمة المشاركة في مشروع إجرامي لتعزيز جهود دونالد ترامب لقلب نتائج الانتخابات الرئاسية. سلمت إليس نفسها في سجن مقاطعة فولتون في 23 أغسطس 2023.
قد لوحظ في وسائل الإعلام أن صورتها، التي كانت تبتسم فيها ابتسامة عريضة، كانت "مختلفة بشكل ملحوظ عن صور أخرى تم التقاطها للمتآمرين المزعومين مع ترامب في مقاطعة فولتون، حيث ظهر معظم المتهمين المصورين بدون أي تعبيرات مبهجة بشكل ملحوظ". بعد وقت قصير من إصدار السلطات للصورة، شاركت إليس الصورة في منشور على وسائل التواصل الاجتماعي جنبًا إلى جنب مع متى 5:44 والمزمور 32:10-11 من كتاب المزامير.

## لائحة الاتهام 2024
في 24 أبريل 2024، كانت إليس من بين 18 شخصًا وجهت إليهم اتهامات تتعلق بمؤامرة الناخبين المزيفين في ولاية أريزونا. تم توجيه الاتهام إلى إليس باعتباره جزءًا من الفريق القانوني الذي قدم المشورة لترامب أثناء سعيه لإلغاء نتائج الانتخابات الرئاسية لعام 2020.  في 18 يونيو 2024، دفعت إليس ببراءتها بعد ظهورها أمام محكمة مقاطعة ماريكوبا عن بعد عبر الفيديو.